# RNII 212
Die RNII 212 (auch: Objekt 212, CD-212, K-212, Objekt 312, Objekt 803) war ein sowjetischer experimenteller Marschflugkörper, welcher von 1935 bis 1938 vom RNII unter der Leitung von Je. S. Schtschetinkow entwickelt wurde.
Der Erstflug fand am 29. Januar 1939 statt und der nächste Flug erfolgte am 8. März.

## Allgemein
Die Rakete hatte die konstruktive Auslegung eines Flugzeugs und bestand aus Duraluminium. Angetrieben wurde sie von einem im Heck eingebauten Flüssigkeitsraketentriebwerk ORM-65 des Konstrukteurs W. P. Gluschko. Das autonome Steuerungssystem verfügte über ein Gyroskop und ein Barometer.
Die Rakete wurde von einem pulvergetriebenen Katapult gestartet. Getestet wurde auch der Abwurf vom Bomber TB-3.
Nach fortgesetzten Explosionen und Ausfällen des pneumatischen Steuerungssystems wurde das Projekt 1938 abgebrochen.
Sie sollte nach den Plänen von Sergei P. Koroljow eine der möglichen Vorstufen für ein mit mehr als doppelter Schallgeschwindigkeit und in Höhen von 20.000 bis 32.000 Metern fliegendes bemanntes Raketenflugzeug sein.
Ein ähnliches Projekt war die Flügelrakete 217 mit Scheinwerferleitstrahllenkung.